# Champagnefrukost

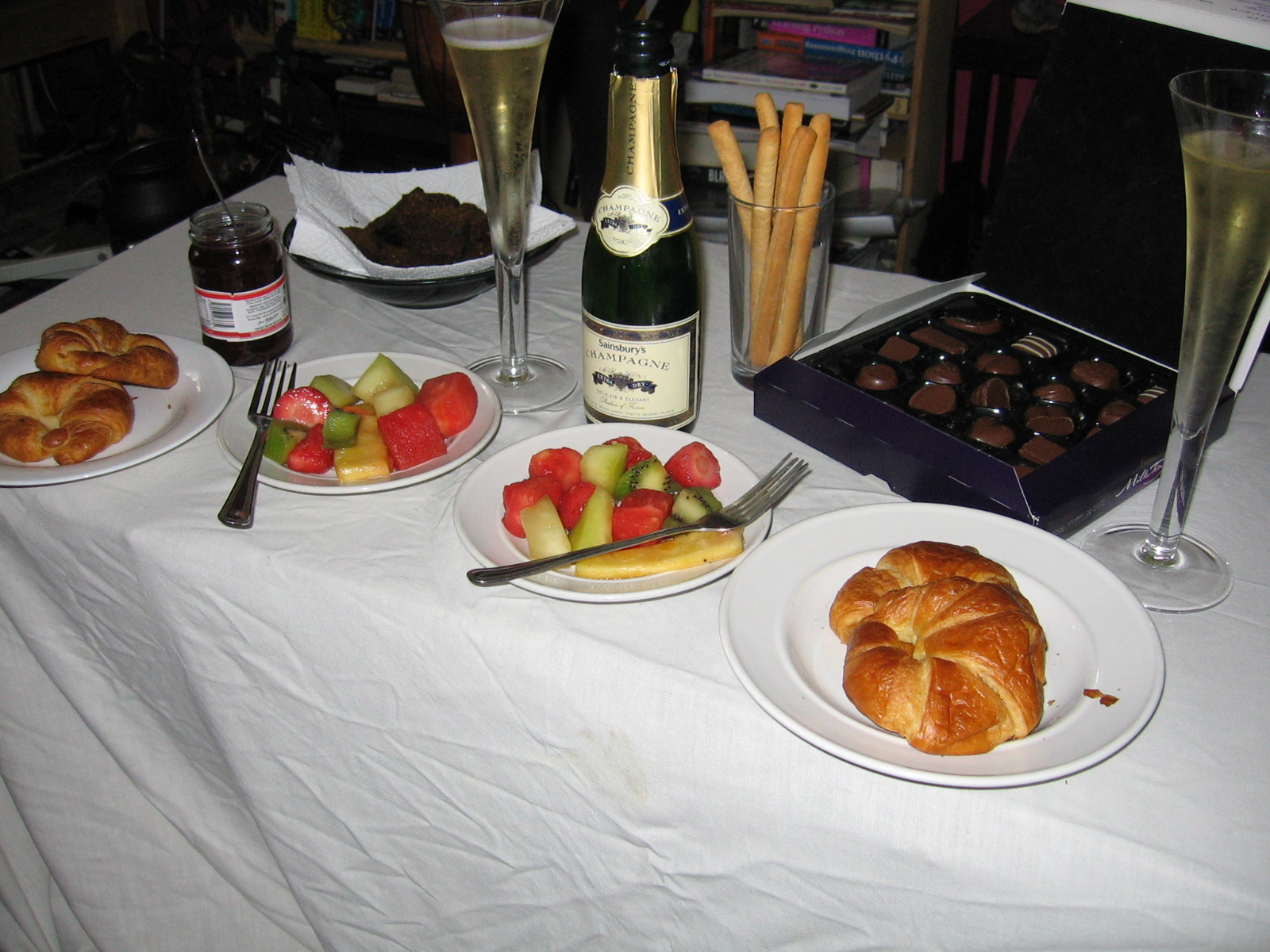
Exempel på champagnefrukost

Champagnefrukost är en speciell frukost som serveras med champagne. Champagnefrukostar serveras i Sverige på möhippor, när man tar studenten, på Valborgsmässoafton inom studentlivet, efter bröllopet eller vid andra speciella tillfällen. Vad som äts till champagnen varierar men kan till exempel vara scones, våfflor, jordgubbar, fruktsallader, croissanter, färskost med olika smaker, snittar på rostat bröd med rökt lax, gräddfil och löjrom etc. Vissa väljer prosecco eller mousserande vin som ett billigare alternativ istället för  champagne.